# Latrobe (Pensylwania)
Latrobe (ləˈtroʊb) – miasto w Stanach Zjednoczonych, w stanie Pensylwania, w hrabstwie Westmoreland, 64 kilometry na południowy wschód od miasta Pittsburgh. Miasto liczy 8994 mieszkańców (2010).

## Historia[2]
W 1852 roku Oliver Barnes, inżynier pracujący przy Pennsylvania Railroad wytyczył plan nowego miasta. Nazwa Latrobe pochodzi od nazwiska najlepszego przyjaciela założyciela Benjamina Latrobe, pracującego na Baltimore and Ohio Railroad. Położenie przy głównym szlaku komunikacyjnym spowodowało przekształcenie się miasta w ważny węzeł przemysłowy.

## Demografia
Według spisu ludności miasto zamieszkuje 8994 mieszkańców, w tym 8884 rasy białej, co stanowi 98,8% ludności miasta. Nielicznie miasto zamieszkują również Azjaci (40 osób), Latynosi (33 osoby), Afroamerykanie (29 osób), Indianie (7 osób) oraz przedstawiciele innych ras (34 osoby). 17,2% populacji miasta to dzieci poniżej 15 roku życia (w liczbie 1548). Mieszkańcy z grupy wiekowej 16–24 lata stanowią 10,7% wszystkich mieszkańców. Dorośli w przedziałach wiekowych 25–44 lata, 45–64 lata i powyżej 65 lat stanowią kolejno 27,2%, 23% i 21,8% mieszkańców Latrobe.

## Sport
W mieście znajduje się ośrodek treningowy zawodowego zespołu futbolu amerykańskiego Pittsburgh Steelers.